# Sonata para violín n.º 10 (Beethoven)

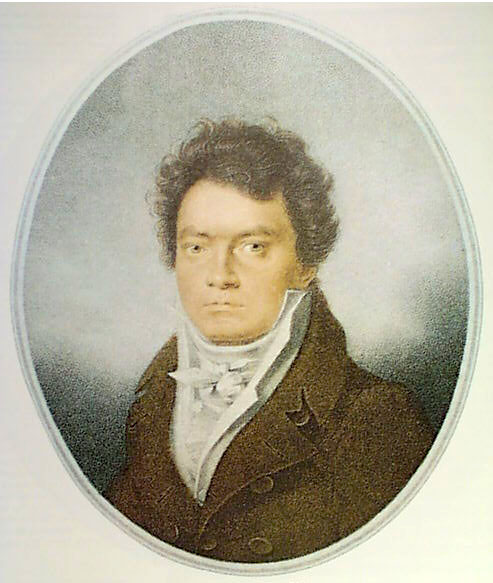
Beethoven en 1814.

La sonata para violín y piano n.° 10 en sol mayor, Op. 96 es una pieza camerística compuesta por Ludwig van Beethoven en 1812. La partitura está dedicada al archiduque Rodolfo de Austria y la parte para violín fue escrita para ser interpretada por Pierre Rode.

## Historia

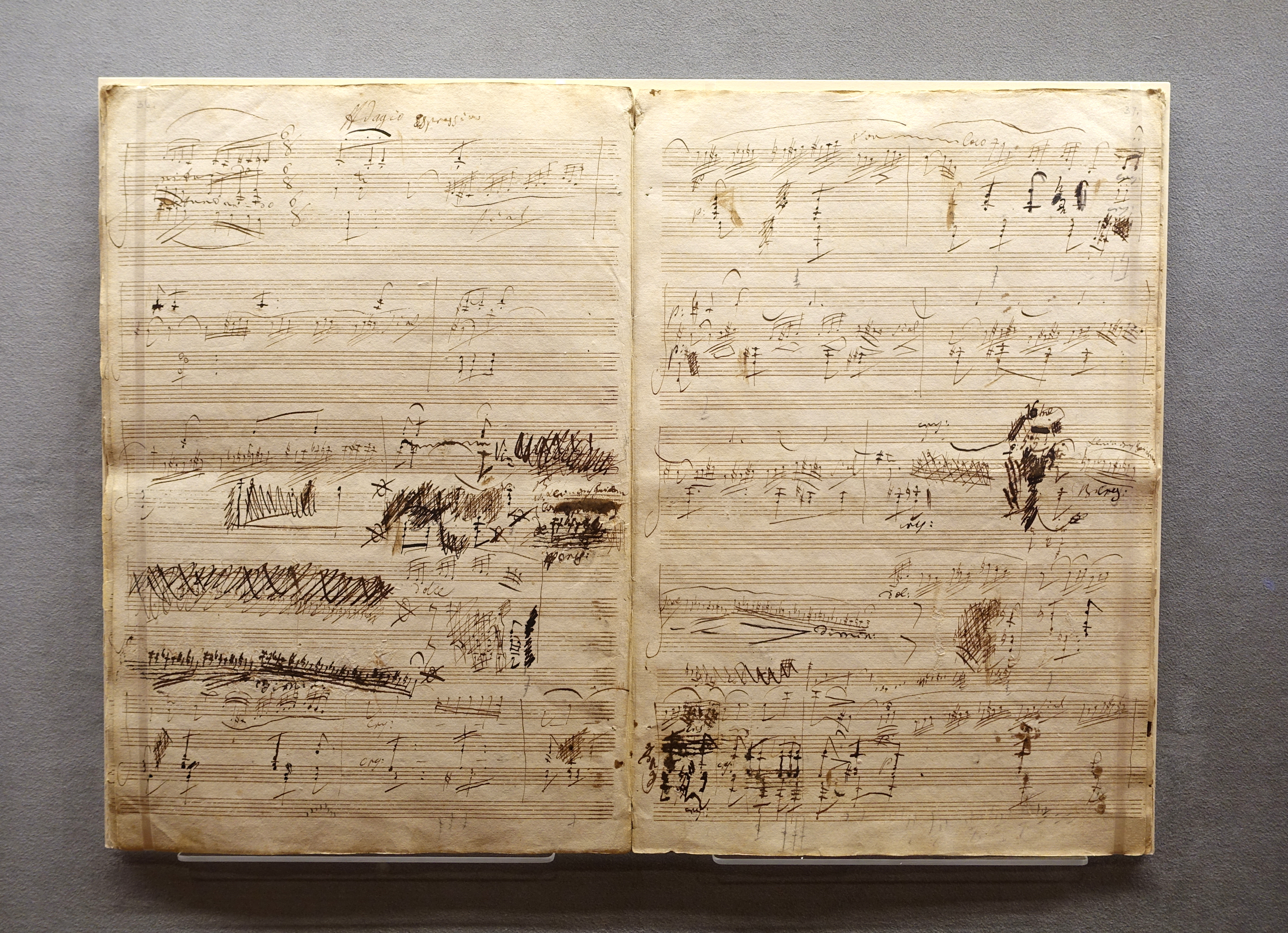
Partitura autógrafa de 1815 (Morgan Library & Museum, Nueva York).

### Composición
La composición de la pieza se inició con los primeros esbozos que datan de principios o mediados de 1812 y concluyó en noviembre de ese mismo año, tras el regreso de Beethoven de una visita a su hermano en Linz, donde había terminado su Sinfonía n.º 8. Compuso esta obra justo antes de dejar de escribir música sería en 1813. La sonata pudo haber sido revisada en 1815 antes de su publicación.
La reducción gradual de la producción después de 1812 puede haber estado relacionada con la infructuosa búsqueda de una mujer con la que compartir su vida, que al parecer alcanzó su punto álgido en el otoño de 1812 con la crisis de la "amada inmortal". A pesar de todo, ese mismo año finalizó las Sinfonías n.º 7 y n.º 8, así como la Sonata para violín Op. 96. Su fama y reputación fueron en aumento tanto en su propio país como en el extranjero. En esta época sus creaciones eran incluidas en los programas de conciertos con la misma frecuencia que las de Mozart y Haydn.

### Estreno y publicación
El estreno de la sonata se celebró el 29 de diciembre de 1812, cuatro años antes de que su primera edición saliera a la luz. Pierre Rode al violín y el archiduque Rodolfo al piano fueron los encargados de interpretar la pieza en esa ocasión. Antes de la primera interpretación pública hubo una interpretación privada que tuvo lugar en diciembre de 1812 en la casa del príncipe Joseph Franz von Lobkowitz, mecenas del compositor. Los intérpretes también fueron Pierre Rode junto con el archiduque Rodolfo. 
La primera publicación de la pieza fue llevada a cabo por el editor musical Sigmund Anton Steiner en 1816 en Viena. En julio de 1816 la composición fue publicada, posiblemente en forma revisada, por el editor vienés Tobias Haslinger.
La dedicatoria que figura en la partitura es para el archiduque Rodolfo de Austria, que era el hermano pequeño del emperador Francisco I de Austria. Rodolfo era su amigo, su alumno y su mecenas más importante además de un consumado pianista. Nadie recibió más dedicatorias por parte del maestro alemán que el Rodolfo, a quien le dedicó la Sonata Hammerklavier, los Conciertos para piano n.º 4 y n.º 5; el Trío Archiduque y la Missa Solemnis.
La parte dedicada al violín de la sonata fue escrita pensando en el célebre el violinista francés Pierre Rode, que había llegado a Viena ese mismo año. El compositor adaptó la obra a la habilidad para tocar y el virtuosismo de Rode. Después de la actuación privada en casa del príncipe Lobkowitz Beethoven no estaba muy entusiasmado con la actuación de Rode, tal y como le informó al archiduque en una carta de enero-febrero de 1813:

«Así que no me apresuré tanto en el último movimiento, más aún porque ya que tuve que escribir esto con más consideración en vista de la forma de tocar de Rode.»

## Estructura y análisis

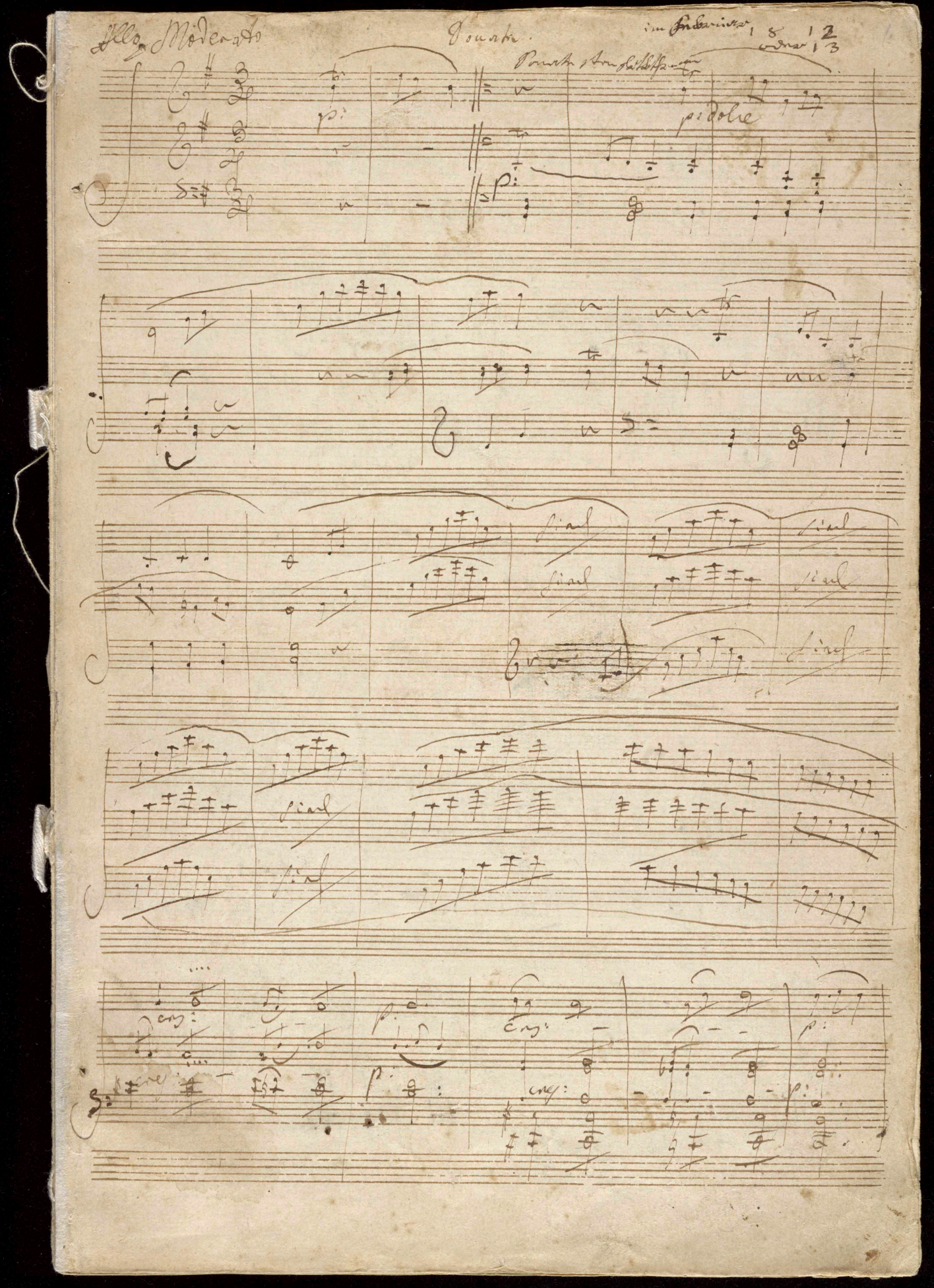
Primera página de la partitura autógrafa de 1815 (Morgan Library & Museum, Nueva York).

La sonata consta de cuatro movimientos:
- I. Allegro moderato, en sol mayor 3
4
- II. Adagio espressivo, en mi bemol mayor 2
4
- III. Scherzo. Allegro, en sol menor 3
4
- IV. Poco Allegretto, en sol mayor 2
4

La interpretación de esta obra dura aproximadamente 27 minutos. La sonata Op. 96 carece de la tempestuosidad de la Sonata a Kreutzer. Sydney Finkelstein ha señalado que "el estado de ánimo [de la Op. 96] es de un lirismo apacible, con apenas atisbos de la gran profundidad de la experiencia y la conquista del dolor que habían hecho posible el logro de esta serenidad". Se trata de su última composición para este género y supone un inesperado broche final al llamado periodo "medio" de Beethoven.

### I.Allegro moderato
El primer movimiento, Allegro moderato, está escrito en la tonalidad de sol mayor, en compás de 3/4 y sigue la forma sonata. Este movimiento se hace eco del tema principal del Concierto para piano n.º 4 de Beethoven. Comienza con un tema que se escucha primero por separado en las partes de violín y piano y luego en ambas juntas. El segundo tema se caracteriza por tresillos y ritmos con puntillo, pero no deja de ser lírico. El tercer tema se escucha en el desarrollo del movimiento y también se acompaña de tresillos. Al final del desarrollo la música se detiene por un breve instante. Tras la recapitulación, el tema de apertura ocupa el lugar central en una larga coda.
Basado en el estilo Wolfgang Amadeus Mozart, el primer movimiento de la sonata contiene numerosos motivos. Con su carácter de interacción entre el violín y el piano, también pudo haber inspirado el grandiosoTrío en mi bemol mayor de Franz Schubert, quien admiraba esta sonata para violín por esta razón.

### II.Adagio expressivo
El segundo movimiento, Adagio expressivo, está en mi bemol mayor, en compás de 2/4 y está concebido en forma de canción de tres partes. Se abre con un tema de dos frases en el que el piano y el violín intercambian papeles mientras se repite, en lo que Hans Eppstein llamó el “principio dialógico”. La segunda parte se extiende desde el compás 21 hasta la cadenza del violín que conduce a la recapitulación. En la coda, el movimiento termina con un acorde de la tónica del movimiento, que conduce, con un sonido agudo de mi bemol–sol–do, al acorde de re mayor del siguiente scherzo.

### III.Scherzo. Allegro
El tercer movimiento, Scherzo. Allegro, está en sol menor, en compás de 3/4 y adopta una forma ternaria. Empieza con el citado acorde de re mayor, preparado por un acorde de mi bemol mayor del Adagio de transición anterior. Una transición similar se puede encontrar, por ejemplo, entre el tercer y cuarto movimiento del Trío para piano en si bemol mayor, Op. 97 de Beethoven compuesto en 1811. Un trío en sol mayor similar a una canción se yuxtapone a la apertura sincopada del movimiento de 32 compases.

### IV.Poco Allegretto
El cuarto y último movimiento, Poco Allegretto, retoma la tonalidad inicial, el compás es 2/4 y responde a la forma de tema con variaciones. Los dos primeros compases de la canción de Jobsen del singspiel " Der lustige Schuster oder der Teufel ist los Teil II (El zapatero alegre o el diablo pierde parte II) " de Johann Georg Standfuss y Johann Adam Hiller forman el núcleo del Finale de la sonata, un conjunto de variaciones en sol mayor. Del tema, el fa sostenido mayor conduce al si mayor y las variaciones. A la quinta variación central se le da el carácter de una cadenza a través de sus numerosas carreras de semicorcheas y golpea un trasfondo reflexivo en su cromatismo, antes de que el movimiento termine en el final de varias partes del compás 221 con el tema relajado.
El movimiento surgió después de que Beethoven escuchara al violinista Pierre Rode por primera vez y le dejara una impresión bastante mediocre, por lo que el compositor decidió renunciar a la brillantez en el cuarto movimiento de su sonata, en favor de un final alegre y ligero. Sin embargo, en opinión del violinista Joseph Szigeti, la observación de Beethoven de que los "pasajes rugientes" en el final no atraerían a Rode tenía una intención irónica, "porque la última variación de la obra supuestamente es ciertamente de un entusiasmo entusiasta, con un clímax seguro". Esta madura, terrenal y alegre serie de variaciones, cuyo núcleo es la variación Adagio, con un diálogo cantabile y contemplativo entre los dos instrumentos, como nunca antes se había encontrado en el género de la sonata para violín."
El esquema de este movimiento en relación con el uso del compás y la tonalidad, así como las características de música folclórica, ya se puede encontrar en el Finale de la Sonata para violín n.º 8 en sol mayor, Op. 30 n.º 3 de Beethoven. Como ha señalado el musicólogo Peter Cahn, el final del Op. 96 también presenta paralelismos con el Trío para piano n.º 11 Op. 121a, también llamado Variaciones sobre "Ich bin der Schneider Kakadu" de Wenzel Müller, compuesto por Beethoven en 1803.

## Recepción de la obra
El periódico Allgemeine musikalische Zeitung escribió sobre la obra en 1817:

«El violín es absolutamente obbligato, de tal manera que apenas se puede dar sentido a las líneas individuales de la parte de piano sola. Ambas voces, sin embargo, no sólo están espléndidamente combinadas, sino que, cuando se juntan, cada una tiene una eficacia significativa.»
– Allgemeine musikalische Zeitung, 1817.

Al igual que el crítico musical Paul Bekker, quien describió la sonata Op. 96 como la “más poética, musicalmente más sensible” de las sonatas para violín de Beethoven, el violinista Carl Flesch también consideró que la sonata era la más exitosa de Beethoven cuando escribió:

«Si, entre las sonatas para violín de Beethoven, la Op. 24, la Op. 30 n.º 2 y la Op. 47 destacan como las que gozan del mayor favor de los oyentes, la Op. 96 es considerada por los entendidos como la obra más perfecta de toda la serie.»
Carl Flesch: Die Kunst des Violinspiels (El arte de tocar el violín), 2 vol., Berlín, 1928, p. 171.